# Little Dunham
Little Dunham è un villaggio e parrocchia civile dell'Inghilterra, appartenente alla contea del Norfolk.